# 31 mars
31 mars är den 90:e dagen på året i den gregorianska kalendern (91:a under skottår). Det återstår 275 dagar av året.

## Återkommande bemärkelsedagar

### Helgdagar
- Påskdagen firas i västerländsk kristendom för att högtidlighålla Jesu återuppståndelse efter korsfästelsen, åren 1839, 1850, 1861, 1872, 1907, 1918, 1929, 1991, 2002, 2013, 2024, 2086, 2097.

## Namnsdagar

### I den svenska almanackan
- Nuvarande – Ester och Noa
- Föregående i bokstavsordning
  - Amos – Namnet infördes, till minne av en profet i Gamla testamentet, på dagens datum under 1600-talet, då det ersatte Cornelia. Det fanns där fram till 1901, då det utgick.
  - Cornelia – Namnet fanns, till minne av en martyr i Nordafrika, som dog omkring år 300, på dagens datum fram till 1600-talet, då det utgick och ersattes av Amos. På 1790-talet förekom det på 14 maj, men utgick sedan återigen. 1986 infördes det på 16 september, men flyttades 1993 till 22 november och utgick 2001. Namnet återinfördes 2022 på den 3 december .
  - Ester – Namnet förekom, till minne av huvudpersonen i Esters bok i Gamla testamentet, under 1600-talet på både 24 maj och 6 juli och på 1790-talet på 24 oktober, men utgick sedan. 1901 infördes det på dagens datum och har funnits där sedan dess.
  - Estrid – Namnet infördes 1901 på 27 november, men utgick redan 1907 till förmån för Astrid. 1986 återinfördes det på dagens datum, men utgick på nytt 2001.
  - Noa – Namnet infördes på dagens datum 2022.
  - Vasti – Namnet infördes på dagens datum 1986, men utgick 1993.
- Föregående i kronologisk ordning
  - Till 1600-talet – Cornelia
  - 1600-talet–1900 – Amos
  - 1901–1985 – Ester
  - 1986–1992 – Ester, Estrid och Vasti
  - 1993–2000 – Ester och Estrid
  - 2001–2021 – Ester
  - Från 2022 – Ester och Noa
- Källor
  - Brylla, Eva (red.): Namnlängdsboken, Norstedts ordbok, Stockholm, 2000. ISBN 91-7227-204-X
  - af Klintberg, Bengt: Namnen i almanackan, Norstedts ordbok, Stockholm, 2001. ISBN 91-7227-292-9

### Finlandssvenska almanackan
- Nuvarande från 2025[1] – Amos, Irma, Irmelin
- I föregående revideringar[a][2]
  - 1929–2014 – Irma, Irmelin
  - 2015–2019 – Amos, Irma, Irmelin
  - 2020–2024 – Irma, Amos, Irmelin

## Händelser
- 1146 – Abboten och ordensgrundaren Bernhard av Clairvaux håller i Vézelay i Burgund en påskpredikan, med den franske kungen Ludvig VII närvarande, där han propagerar för att kungen ska delta i det andra korståget mot Heliga landet, sedan den muslimske guvernören Zangi av Mosul 1144 har erövrat Edessa. Ludvig VII ger sig snart iväg till orienten, för att bistå de styrkor, som redan finns där för att befria Edessa.
- 1829 – Sedan Leo XII har avlidit den 10 februari väljs Francesco Saverio Castiglioni till påve och tar namnet Pius VIII.[3]
- 1889 – Efter en byggtid på två år blir ett av ingenjören Gustave Eiffel konstruerat metalltorn invigt på Marsfältet i den franska huvudstaden Paris, som ingång till den världsutställning, som hålls i staden för att fira 100-årsminnet av franska revolutionen (tornet öppnas dock inte för allmänheten förrän 6 maj). Eiffeltornet, som det kommer att kallas, är från början endast tänkt att stå på plats under utställningen, för att sedan monteras ner, men det blir så populärt, att man först lovar kritikerna, att det ”bara” ska stå i 20 år. Mycket snart blir det dock en så ikonisk symbol för Paris, att det får stå kvar permanent och idag (2025) är det en av Paris och hela Frankrikes största turistattraktioner.
- 1900 – Ämbetsmannen och godsägaren Theodor Odelberg blir Sveriges förste jordbruksminister, som ledare för jordbruksdepartementet. 2010 byter departementet och posten namn till landsbygdsdepartementet respektive landsbygdsminister.
- 1909 – Området Bosnien och Hercegovina på Balkan har sedan 1878 stått under österrikisk kontroll och har året före formellt annekterats av Österrike-Ungern. Denna dag erkänner de serbiska myndigheterna formellt den österrikiska annekteringen, men de serbiska nationalisterna vägrar acceptera den. Detta blir också en av de stötestenar, som leder till att den österrikiske tronföljaren Franz Ferdinand blir mördad under sitt statsbesök i Sarajevo 1914, vilket blir den utlösande faktorn till första världskriget.
- 1917 – Sedan USA den 17 januari har köpt den danska kolonin Danska Västindien för 25 miljoner dollar, övertar amerikanerna officiellt ögruppen denna dag och byter namn på den till Amerikanska Jungfruöarna. Öarna har varit dansk koloni sedan 1754, men sedan slaveriet har avskaffats 1848 har de mest varit en ekonomisk belastning för danska staten och man har redan 1902 försökt få till stånd en försäljning till USA, vilket dock har misslyckats. Anledningen till att affären blir av nu är att den amerikanska regeringen under det pågående första världskriget har börjat frukta, att öarna ska erövras av Tyskland, som därmed ska kunna använda dem som en bas för att hota det amerikanska fastlandet, varför regeringen väljer att själva överta ögruppen, för att förekomma tyskarna.
- 1928 – Stockholms stadsbibliotek, som är ritat av arkitekten Gunnar Asplund, invigs efter en byggtid på tio år i närvaro av bland andra prins Eugen, ecklesiastikminister John Almkvist, direktör Knut Agathon Wallenberg (som har bidragit med en miljon kronor till bygget) och förlagsdirektör Karl Otto Bonnier.

## Födda
- 250 – Constantius I Chlorus, romersk kejsare
- 1499 – Pius IV, påve
- 1519 – Henrik II, kung av Frankrike
- 1571 – Pietro Aldobrandini, italiensk kardinal och konstmecenat
- 1596 – René Descartes, fransk filosof och matematiker
- 1675 – Benedictus XIV, påve
- 1704 – Abraham Hülphers den äldre, svensk tidig industrialist och politiker
- 1712 – Anders Johan von Höpken, svensk greve, politiker och riksråd, Sveriges kanslipresident, ledamot av Svenska Akademien
- 1723 – Fredrik V, kung av Danmark och Norge
- 1732 – Joseph Haydn, österrikisk kompositör
- 1757 – Gustaf Mauritz Armfelt, svensk hovman, diplomat och friherre samt finländsk statsman och rysk greve, ledamot av Svenska Akademien, generalguvernör i Finland
- 1782 – Samuel Prentiss, amerikansk politiker och jurist, senator för Vermont
- 1806 – John P. Hale, amerikansk politiker och diplomat, senator för New Hampshire
- 1819 – Chlodwig zu Hohenlohe-Schillingsfürst, tysk diplomat och statsman, Tysklands rikskansler
- 1835 – Theodor Wisén, svensk professor i nordiska språk, ledamot av Svenska Akademien
- 1836 – Hjalmar Palmstierna, svensk friherre, officer, politiker och ämbetsman
- 1862 – Claude A. Swanson, amerikansk demokratisk politiker, guvernör i Virginia, senator för samma delstat, USA:s marinminister
- 1850 – Charles Doolittle Walcott, amerikansk geolog och paleontolog
- 1870 – James M. Cox, amerikansk demokratisk politiker och publicist, guvernör i Ohio
- 1873 – William Denney, amerikansk republikansk politiker, guvernör i Delaware
- 1881 – Maria Schildknecht, svensk skådespelare
- 1884 – James P. Pope, amerikansk demokratisk politiker, senator för Idaho
- 1886 – Stellan Claësson, svensk filmproducent
- 1889 – Carl O. Hertzberg, svensk skådespelare och producent
- 1890 – Lawrence Bragg, australisk fysiker, mottagare av Nobelpriset i fysik 1915
- 1891 – Ester Blenda Nordström, svensk journalist och författare
- 1895 – John J. McCloy, amerikansk jurist och bankman, chef för Världsbanken
- 1906 – Shinichiro Tomonaga, japansk fysiker, mottagare av Nobelpriset i fysik 1965
- 1914
  - Dagmar Lange, svensk deckarförfattare med pseudonymen Maria Lang
  - Octavio Paz, mexikansk författare, mottagare av Nobelpriset i litteratur 1990
- 1915 – Yokoi Shoichi, japansk soldat, som fortsatte att utkämpa andra världskriget på ön Guam
- 1918 – Julie Bernby, svensk skådespelare, sångare, författare och sångtextförfattare
- 1922 – Helle Winther, svensk skådespelare
- 1927
  - William Daniels, amerikansk skådespelare
  - Eduardo Martínez Somalo, spansk romersk-katolsk kardinal, camerlengo (död 2021)
- 1928 – Claes Elmstedt, politiker (C), statsråd, landshövding i Gotlands län
- 1930 – Julián Herranz Casado, spansk romersk-katolsk kardinal
- 1932 – Kerstin Palo, svensk skådespelare (död 2010)
- 1934
  - Shirley Jones, amerikansk skådespelare
  - Weine Renliden, svensk musiker
  - Richard Chamberlain, amerikansk skådespelare (död 2025)
  - Carlo Rubbia, italiensk partikelfysiker, mottagare av Nobelpriset i fysik 1984
- 1936 – Birgit Carlsson, svensk sångare med artistnamnet Towa Carson
- 1938 – Nicholas Winterton, brittisk konservativ politiker, parlamentsledamot
- 1939 – Volker Schlöndorff, tysk filmregissör
- 1940
  - Barney Frank, amerikansk demokratisk politiker, kongressledamot
  - Patrick Leahy, amerikansk demokratisk politiker, senator för Vermont
- 1943
  - Christopher Walken, amerikansk skådespelare
  - Roy Andersson, svensk filmregissör och manusförfattare
- 1944 – Tommy Sandlin, svensk ishockeytränare, förbundskapten för Sveriges herrlandslag (Tre Kronor), kopia av Svenska Dagbladets guldmedalj 1987
- 1945 – Ingvar Oldsberg, svensk sportjournalist och TV-programledare (död 2022)
- 1946 – Gunnar Ernblad, svensk skådespelare och röstskådespelare (död 2021)
- 1948
  - Al Gore, amerikansk demokratisk politiker, affärsman och miljöaktivist, USA:s vicepresident 1993–2001, mottagare av Nobels fredspris 2007
  - Jim Marshall, amerikansk demokratisk politiker
  - Rhea Perlman, amerikansk skådespelare
- 1953 – Kjell Sundvall, svensk regissör
- 1954  – Laima Vaikule, lettisk sångare och skådespelare
- 1955
  - Stephen Lynch, amerikansk demokratisk politiker, kongressledamot
  - Angus Young, brittisk-australisk gitarrist och kompositör i gruppen AC/DC
- 1959 – Dennis Cardoza, amerikansk demokratisk politiker, kongressledamot
- 1962 – Mark Begich, amerikansk demokratisk politiker, senator för Alaska
- 1967 – Daniel Fridell, svensk regissör, manusförfattare och producent
- 1969
  - Bengt-Urban Fransson, svensk socialdemokratisk politiker
  - Nyamko Sabuni, svensk politiker, partiledare för Liberalerna 2019–2022
- 1971
  - Pavel Bure, rysk ishockeyspelare
  - Klaus Härö, finlandssvensk filmregissör
  - Ewan McGregor, brittisk skådespelare
- 1973 – Gabriel Esparza, spansk taekwondoutövare
- 1974 – Stefan Olsdal, svensk musiker, basist, gitarrist och keyboardspelare i gruppen Placebo
- 1976 – Åsa Widéen, svensk skådespelare
- 1977 – Toshimasa Hara, japansk musiker, basist i J-rockgruppen Dir en grey
- 1978 – Ivan Olausson Klatil, svensk reggaemusiker med artistnamnet General Knas
- 1987 – Georg Listing, tysk musiker, basist i gruppen Tokio Hotel
- 1999 – Brooke Scullion, irländsk artist

## Avlidna
- 1412 – Albrekt av Mecklenburg, omkring 72 eller 74, kung av Sverige 1364–1389 och hertig av Mecklenburg sedan 1379 (död denna eller nästa dag)
- 1547 – Frans I, 52, kung av Frankrike sedan 1515
- 1567 – Filip den ädelmodige, 62, lantgreve av Hessen-Kassel sedan 1509
- 1621 – Filip III, 43, kung av Spanien och Portugal sedan 1598
- 1850 – John C. Calhoun, 68, amerikansk politiker, USA:s krigsminister 1817–1825, USA:s vicepresident 1825–1832, senator för South Carolina 1832–1843 och 1845–1850, samt utrikesminister 1844–1845
- 1855 – Charlotte Brontë, 38, brittisk författare
- 1870 – William V. Brady, 58, amerikansk politiker
- 1887 – Albert Kellogg, 73, amerikansk läkare och botaniker
- 1897 – Erik af Edholm, 79, svensk militär och hovman, chef för Dramaten 1866–1881
- 1903 – Henry W. Corbett, 76, amerikansk republikansk politiker, senator för Oregon 1867–1873
- 1905 – Theodore Medad Pomeroy, 80, amerikansk republikansk politiker
- 1907 – Galusha A. Grow, 84, amerikansk politiker, talman i USA:s representanthus 1861–1863
- 1912 – Robert Love Taylor, 61, amerikansk demokratisk politiker, guvernör i Tennessee 1887–1891 och 1897–1899, senator för samma delstat sedan 1907
- 1913 – J.P. Morgan, 75, amerikansk finansman, bankman, filantrop och konstsamlare
- 1917 – Emil von Behring, 63, tysk läkare och bakteriolog, mottagare av Nobelpriset i fysiologi eller medicin 1901
- 1924
  - Nilo Peçanha, 56, brasiliansk politiker, Brasiliens president 1909–1910
  - Henning Berger, 51, svensk författare
- 1931 – Knute Rockne, 43, norsk-amerikansk fotbollsspelare och -tränare
- 1935 – Concordia Selander, 73, svensk skådespelare
- 1945
  - Hans Fischer, 63, tysk kemist, mottagare av Nobelpriset i kemi 1930
  - Torgny Segerstedt, 68, svensk publicist och religionshistoriker
  - Anne Frank, 15, tysk-nederländsk judisk dagboksförfattare
- 1946 – Martin L. Davey, 61, amerikansk demokratisk politiker, guvernör i Ohio 1935–1939
- 1947 – Albert Friedrich Speer, 83, tysk arkitekt
- 1948 – Egon Erwin Kisch, 62, österrikisk-tjeckoslovakisk författare och journalist
- 1949 – Otto Landahl, 59, svensk skådespelare
- 1952 – Wallace H. White, 74, amerikansk republikansk politiker, senator för Maine 1931–1949
- 1957 – Gene Lockhart, 65, kanadensisk skådespelare
- 1970 – Semjon Timosjenko, 75, sovjetisk militär och marskalk
- 1976
  - Folke Andersson, 73, svensk kompositör, orkesterledare och jazzviolinist
  - Sven Wedén, 62, svensk politiker, partiledare för Folkpartiet 1967–1969
- 1980 – Jesse Owens, 66, amerikansk friidrottare
- 1985
  - Erik ”Jerka” Burman, 87, svensk ishockeyspelare
  - Ragnar Lassinantti, 69, svensk politiker (s), landshövding i Norrbottens län
- 1993
  - Rolf Björling, 64, svensk operasångare
  - Brandon Lee, 28, amerikansk skådespelare
- 1994 – Léon Degrelle, 87, belgisk politiker, grundare av och ledare för rexismen
- 1995 – Selena Quintanilla, 23, amerikansk sångare (mördad)
- 2001 – Clifford G. Shull, 85, amerikansk fysiker, mottagare av Nobelpriset i fysik 1994
- 2003 – Tommy Seebach, 53, dansk musiker
- 2006 – Gunnar Helander, 91, svensk missionär och domprost i Västerås
- 2008 – Jules Dassin, 96, amerikansk filmregissör och skådespelare
- 2009
  - Jarl Alfredius, 66, svensk journalist och nyhetsankare
  - Raúl Alfonsín, 82, argentinsk politiker, Argentinas president 1983–1989
  - Hong Song-nam, 79, nordkoreansk politiker, Nordkoreas premiärminister 1997–2003
  - Roland Mattsson, 82, svensk handbollsspelare och förbundskapten
- 2010 – Eugene Allen, 90, amerikansk betjänt, anställd i Vita huset 1952–1986
- 2014 – Frankie Knuckles, 59, amerikansk DJ och musikproducent
- 2015 – Michel Scheuer, 87, tysk kanotist
- 2016
  - Imre Kertész, 86, ungersk författare och journalist, mottagare av Nobelpriset i litteratur 2002
  - Ronnie Corbett, 85, brittisk komiker och skådespelare
  - Zaha Hadid, 65, irakisk-brittisk arkitekt
  - Georges Cottier, 93, schweizisk kardinal
  - Hans-Dietrich Genscher, 89, västtysk/tysk politiker, Västtysklands inrikesminister 1969–1974, utrikesminister och vice förbundskansler 1974–1992
- 2019 – Britt Damberg, 82, svensk jazz- och schlagersångare
- 2022 – Sven Melander, 74, svensk komiker, programledare och journalist